# Segunda División (1899-1932)
El concurso de Segunda División fue una competición oficial de fútbol, organizada por las entidades precursoras de la Asociación del Fútbol Argentino —oficiales y disidentes—, que se disputó en tres niveles distintos en diferentes períodos, en los cuales articuló o no, a través de un régimen de ascensos y descensos, con la Primera División o las respectivas divisiones de menor categoría.
En las diversas etapas se jugaron un total de 36 campeonatos, todos ellos dentro de llamada era amateur, que se caracterizaron por estar integrados, según el momento, por los primeros equipos de las instituciones participantes, y formaciones alternativas o juveniles.
El primer torneo se disputó en 1899, y el ganador fue el Club Atlético Banfield.

## Historia

### Período 1899-1910
Creado bajo la égida de The Argentine Association Football League, el campeonato de Segunda División fue desde 1899 el primer certamen de segunda categoría del fútbol argentino. Los primeros torneos fueron jugados por clubes que optaban por la categoría en la que querían desempeñarse y no siempre los campeones elegían ascender. También algunos eran desafiliados o relegados por distintas razones, y algunos de los participantes eran los segundos equipos de entidades que disputaban torneos de nivel superior, o formaciones juveniles. Es a partir de 1907 que se reguló un sistema de ascensos y descensos de cumplimiento obligatorio, y el primero que lo consiguió fue el Club Atlético Nacional.
Se destacaron en este período los arribos a la máxima categoría del Club Atlético River Plate y el Racing Club, campeones de las ediciones 1908 y 1910, respectivamente.
En ese último año el concurso se disputó por última vez ocupando el segundo nivel, y, desde 1911, pasó a ser el tercero.

### Período 1911-1926
Debido a la gran cantidad de clubes que se fundaban y se sumaban constantemente a la competencia, The Argentine Football Association decidió crear la Segunda Liga, ente integrado a la misma, que organizó los torneos de la recién formada División Intermedia y la Segunda División. Se disputaba también el concurso de los equipos de reserva de Primera División, llamado Intermedia (Reservas), y cada torneo tenía un campeón, luego disputaban una final entre este último y el de Intermedia, la que consagraba un nuevo campeón global.
Con la creación de la División Intermedia como nueva segunda división, la categoría pasó a ocupar el tercer nivel en la pirámide del fútbol argentino. Asimismo, se disputaba también el concurso de los equipos de reserva de División Intermedia, llamado Segunda (Reservas), y cada torneo tenía un campeón, luego disputaban una final entre este último y el de Segunda, la que consagraba un nuevo campeón global. Esta última modalidad terminó siendo suprimida a partir de 1926.
El período se caracterizó por una marcada desorganización y la disputa dirigencial, a partir del crecimiento explosivo de la actividad. Fue así que se produjeron dos cismas, con la creación de entidades disidentes de la oficial, reconocida por FIFA. El primero ocurrió entre 1912 y 1914, con la formación de la Federación Argentina de Football, que finalmente se reincorporó a la Asociación Argentina de Football el 23 de diciembre de 1914. El siguiente ocurrió desde 1919 hasta 1926, cuando se formó la Asociación Amateurs, que ganó fortaleza e impuso condiciones al momento de fusionarse con la Asociación Argentina, para constituir la Asociación Amateurs Argentina de Football, el 28 de noviembre de 1926. Durante estas divisiones era frecuente el traspaso de equipos, que abandonaban una asociación y se afiliaban a la otra, muchas veces durante el transcurso de los certámenes.
Se destacó en esta etapa la llegada a Primera División del Club Atlético San Lorenzo de Almagro, que ascendió siendo campeón de Segunda División. Cuando se reunificaron las asociaciones, oficial y disidente, a fines de 1914, para el campeonato de Primera División 1915 se reglamentó el ascenso de un club por cada entidad. San Lorenzo, campeón de Segunda División 1914 de la AAF, le ganó la final por el ascenso al Club Honor y Patria, campeón de Intermedia, con lo que llegó a la máxima categoría directamente desde la tercera, sin haber jugado en el segundo nivel. Asimismo, en el año 1912, se había dado una situación similar con el Club Atlético Banfield, campeón de la Segunda División, que pasó a jugar directamente en Primera sin haber pasado tampoco por Intermedia. Pero en este caso sin obtenerlo en la cancha, ya que fue promovido directamente, junto con todos los participantes de Intermedia, entre ellos el Club Atlético Boca Juniors, como un modo de aumentar las filas de la diezmada división superior, muchos de cuyos equipos habían migrado a la Federación Argentina de Football.

### Período 1927-1932

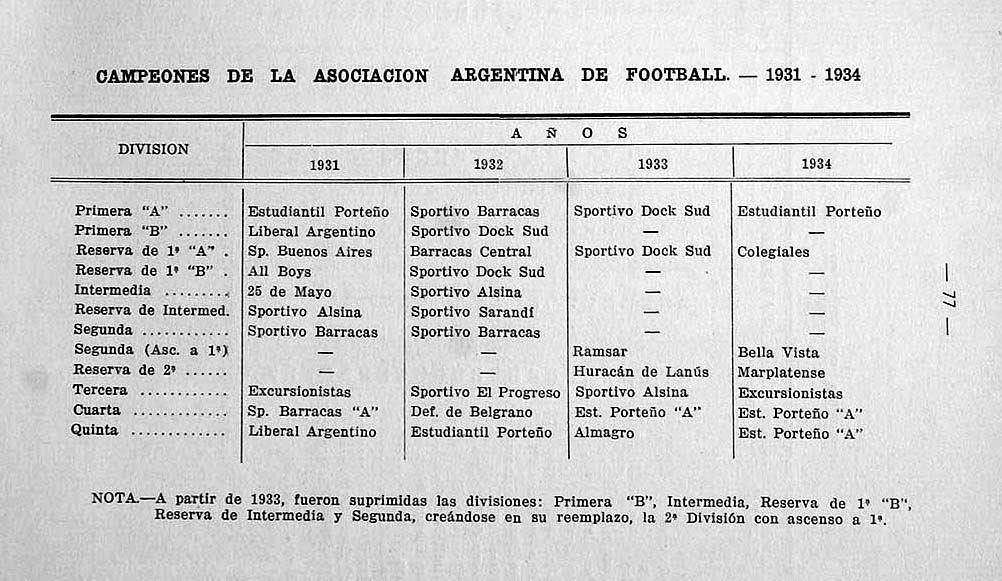
En 1933, el torneo es suprimido y reemplazado por un torneo de nombre similar.

La formación de la Asociación Amateurs Argentina de Football trajo una pasajera calma, que se interrumpiría en 1931, con la escisión de los 18 equipos que formaron la disidente Liga Argentina de Football, organizadora de los cuatro primeros torneos de la nueva era de la Primera División, el profesionalismo. Esto ocasionaría, al mismo tiempo, la transformación de la entidad oficial remanente, que pasó a llamarse, a partir de junio de 1931, Asociación Argentina de Football (Amateurs y Profesionales). Mientras tanto, en las divisiones subalternas se siguió sosteniendo un velado amateurismo, que perduró hasta 1943 en el segundo escalafón de competencia.
Se produjo entonces, en 1927, la expansión de las categorías a 7 divisiones diferentes: Primera-Sección A, Primera-Sección B, Intermedia, Segunda, Tercera, Cuarta y Quinta División —estas tres últimas integradas por equipos juveniles—. De esta manera, la categoría ocupó, en su último período de existencia, el cuarto nivel de la escala, con lo que su papel pasó a ser menor y a ser disputada básicamente por equipos juveniles, lo que fue dando pie a la creación de un nuevo orden: el de las Divisiones inferiores del fútbol argentino.
Para 1933, la AFAP decide eliminar la Primera División Sección B y sus equipos pasan a disputar la Segunda División, tomando el nombre del certamen descontinuado.

## Ediciones

### Segunda categoría del fútbol argentino
| Temporada | Campeón              | Subcampeón                   | Tercero                          |
| --------- | -------------------- | ---------------------------- | -------------------------------- |
| 1899      | Banfield             | English High School Athletic | Barker Memorial School           |
| 1900      | Banfield             | English High School II       | Belgrano Athletic II             |
| 1901      | Barracas Athletic    | Belgrano Athletic II         | Lomas II                         |
| 1902      | Belgrano Athletic II | Barracas Athletic II         | Estudiantes Alumni II            |
| 1903      | Barracas Athletic II | Estudiantes B                | Argentino de Quilmes Alumni II   |
| 1904      | Barracas Athletic II | Alumni II                    | Argentino de Quilmes Belgrano II |
| 1905      | América              | Belgrano Athletic B          | Argentino de Quilmes San Isidro  |
| 1906      | Estudiantes II       | Estudiantil Porteño          | Porteño                          |
| 1907      | Nacional             | River Plate                  | Quilmes II                       |
| 1908      | River Plate          | Racing Club                  | Boca Juniors Ferro Carril Oeste  |
| 1909      | Gimnasia y Esgrima   | San Isidro II                | Racing Club Alumni II            |
| 1910      | Racing Club          | Boca Juniors                 | Banfield                         |

### Tercera categoría del fútbol argentino
| Temporada   | Campeón                                                             | Subcampeón                                                          | Tercero                                                             |
| ----------- | ------------------------------------------------------------------- | ------------------------------------------------------------------- | ------------------------------------------------------------------- |
| 1911        | Riachuelo II                                                        | Olivos                                                              | Platense                                                            |
| 1912 (AAF)  | Banfield                                                            | Se desconoce                                                        | Se desconoce                                                        |
| 1912 (FAF)  | Tigre II                                                            | Argentinos de Vélez Sarsfield                                       | Se desconoce                                                        |
| 1913 (AAF)  | Ferro Carril Oeste III                                              | Se desconoce                                                        | Se desconoce                                                        |
| 1913 (FAF)  | Estudiantes de La Plata III                                         | Se desconoce                                                        | Se desconoce                                                        |
| 1914 (AAF)  | San Lorenzo                                                         | Germinal                                                            | Buenos Aires (IM)                                                   |
| 1914 (FAF)  | Tigre Juniors                                                       | Se desconoce                                                        | Se desconoce                                                        |
| 1915        | Sp. Martínez                                                        | Se desconoce                                                        | Se desconoce                                                        |
| 1916        | Huracán III                                                         | San Telmo                                                           | Eureka                                                              |
| 1917        | Sp. Palermo                                                         | Almagro                                                             | Everton Victoria                                                    |
| 1918        | San Fernando                                                        | Del Plata                                                           | Boca Alumni                                                         |
| 1919 (AAF)  | El Porvenir                                                         | Villa Urquiza                                                       | El Aeroplano                                                        |
| 1919 (AAmF) | Sp. Barracas III                                                    | Se desconoce                                                        | Se desconoce                                                        |
| 1920 (AAF)  | Dock Sud                                                            | Huracán III                                                         | No hubo                                                             |
| 1920 (AAmF) | Oriente del Sud                                                     | Racing III                                                          | River Plate III Estudiantil Porteño III                             |
| 1921 (AAF)  | Huracán III                                                         | Se desconoce                                                        | No hubo                                                             |
| 1921 (AAmF) | Villa Crespo                                                        | Rañó                                                                | América                                                             |
| 1922 (AAF)  | Se desconoce                                                        | Se desconoce                                                        | Se desconoce                                                        |
| 1922 (AAmF) | Nacional (VS)                                                       | Sp. Balcarce, Buenos Aires Central y/o Dep. Lomas                   | Sp. Balcarce, Buenos Aires Central y/o Dep. Lomas                   |
| 1923 (AAF)  | Bristol                                                             | Se desconoce                                                        | Se desconoce                                                        |
| 1923 (AAmF) | Villa Acassuso                                                      | Independiente III o Almagro Central                                 | Independiente III o Almagro Central                                 |
| 1924 (AAF)  | Leandro N. Alem (M)                                                 | Se desconoce                                                        | Se desconoce                                                        |
| 1924 (AAmF) | Racing III                                                          | Platense III                                                        | Unidos                                                              |
| 1925 (AAF)  | Defensores de Santos Lugares, Estudiantil Argentino y/o Isla Maciel | Defensores de Santos Lugares, Estudiantil Argentino y/o Isla Maciel | Defensores de Santos Lugares, Estudiantil Argentino y/o Isla Maciel |
| 1925 (AAmF) | Perla del Plata                                                     | Sp. Palermo III                                                     | No hubo                                                             |
| 1926 (AAF)  | Libertad                                                            | Mariano Moreno o Florida                                            | Mariano Moreno o Florida                                            |
| 1926 (AAmF) | Racing III                                                          | Villa Firscher                                                      | No hubo                                                             |

### Cuarta categoría del fútbol argentino
| Temporada | Campeón           | Subcampeón      | Tercero                            |
| --------- | ----------------- | --------------- | ---------------------------------- |
| 1927      | Independiente IV  | Sp. Palermo III | Sarandí San Cristóbal              |
| 1928      | Independiente III | Vulcano         | Chiclana Tomás Edison              |
| 1929      | Boca Juniors III  | Loma Juniors    | Boulogne Talleres III              |
| 1930      | Boca Juniors IV   | Boulogne        | Huracán de Lanús Independiente III |
| 1931      | Sp. Barracas III  | Estrella Blanca | Flores Unidos Buenos Aires III     |
| 1932      | Sp. Barracas III  |                 |                                    |

## Palmarés
Se consideran todos los logros obtenidos por cada club, sean del primer equipo o de aquellos de reserva, alternativos o juveniles. La lista de subcampeones es parcial, por falta de datos conocidos.
| Equipo                  | Campeón                         | Subcampeón           |
| ----------------------- | ------------------------------- | -------------------- |
| Sp. Barracas            | 4 (1911, 1919AAmF , 1931, 1932) | 0                    |
| Racing Club             | 3 (1910, 1924AAmF , 1926AAmF )  | 2 (1908, 1920AAmF )  |
| Barracas                | 3 (1901, 1903, 1904)            | 1 (1902)             |
| Banfield                | 3 (1899, 1900, 1912)            | 0                    |
| Huracán                 | 2 (1916, 1921)                  | 1 (1920)             |
| Boca Juniors            | 2 (1929, 1930)                  | 1 (1910)             |
| Independiente           | 2 (1927, 1928)                  | 0                    |
| Belgrano Ath.           | 1 (1902)                        | 2 (1901, 1905)       |
| Estudiantes             | 1 (1906)                        | 2 (1902, 1903)       |
| Sp. Palermo             | 1 (1917)                        | 2 (1925AAmF , 1927)  |
| River Plate             | 1 (1908)                        | 1 (1907)             |
| América                 | 1 (1905)                        | 0                    |
| Nacional                | 1 (1907)                        | 0                    |
| Gimnasia y Esgrima      | 1 (1909)                        | 0                    |
| Tigre                   | 1 (1912FAF )                    | 0                    |
| Ferro Carril Oeste      | 1 (1913)                        | 0                    |
| Estudiantes de La Plata | 1 (1913FAF )                    | 0                    |
| San Lorenzo de Almagro  | 1 (1914)                        | 0                    |
| Tigre Juniors           | 1 (1914FAF )                    | 0                    |
| Sp. Martínez            | 1 (1915)                        | 0                    |
| San Fernando            | 1 (1918)                        | 0                    |
| El Porvenir             | 1 (1919)                        | 0                    |
| Dock Sud                | 1 (1920)                        | 0                    |
| Oriente del Sud         | 1 (1920AAmF )                   | 0                    |
| Villa Crespo            | 1 (1921AAmF )                   | 0                    |
| Nacional (VS)           | 1 (1922AAmF )                   | 0                    |
| Bristol                 | 1 (1923)                        | 0                    |
| Acassuso                | 1 (1923AAmF )                   | 0                    |
| Leandro N. Alem (M)     | 1 (1924)                        | 0                    |
| Perla del Plata         | 1 (1925AAmF )                   | 0                    |
| Libertad                | 1 (1926)                        | 0                    |
| Alumni                  | 0                               | 3 (1899, 1900, 1904) |
| Estudiantil Porteño     | 0                               | 1 (1906)             |
| San Isidro              | 0                               | 1 (1909)             |
| Olivos                  | 0                               | 1 (1911)             |
| Vélez Sarsfield         | 0                               | 1 (1912FAF )         |
| Germinal                | 0                               | 1 (1914)             |
| San Telmo               | 0                               | 1 (1916)             |
| Almagro                 | 0                               | 1 (1917)             |
| Del Plata               | 0                               | 1 (1918)             |
| Villa Urquiza           | 0                               | 1 (1919)             |
| Rañó                    | 0                               | 1 (1921AAmF )        |
| Platense                | 0                               | 1 (1924AAmF )        |
| Villa Firscher          | 0                               | 1 (1926AAmF )        |
| Vulcano                 | 0                               | 1 (1928)             |
| Loma Juniors            | 0                               | 1 (1929)             |
| Boulogne                | 0                               | 1 (1930)             |
| Estrella Blanca         | 0                               | 1 (1931)             |